# Schmink

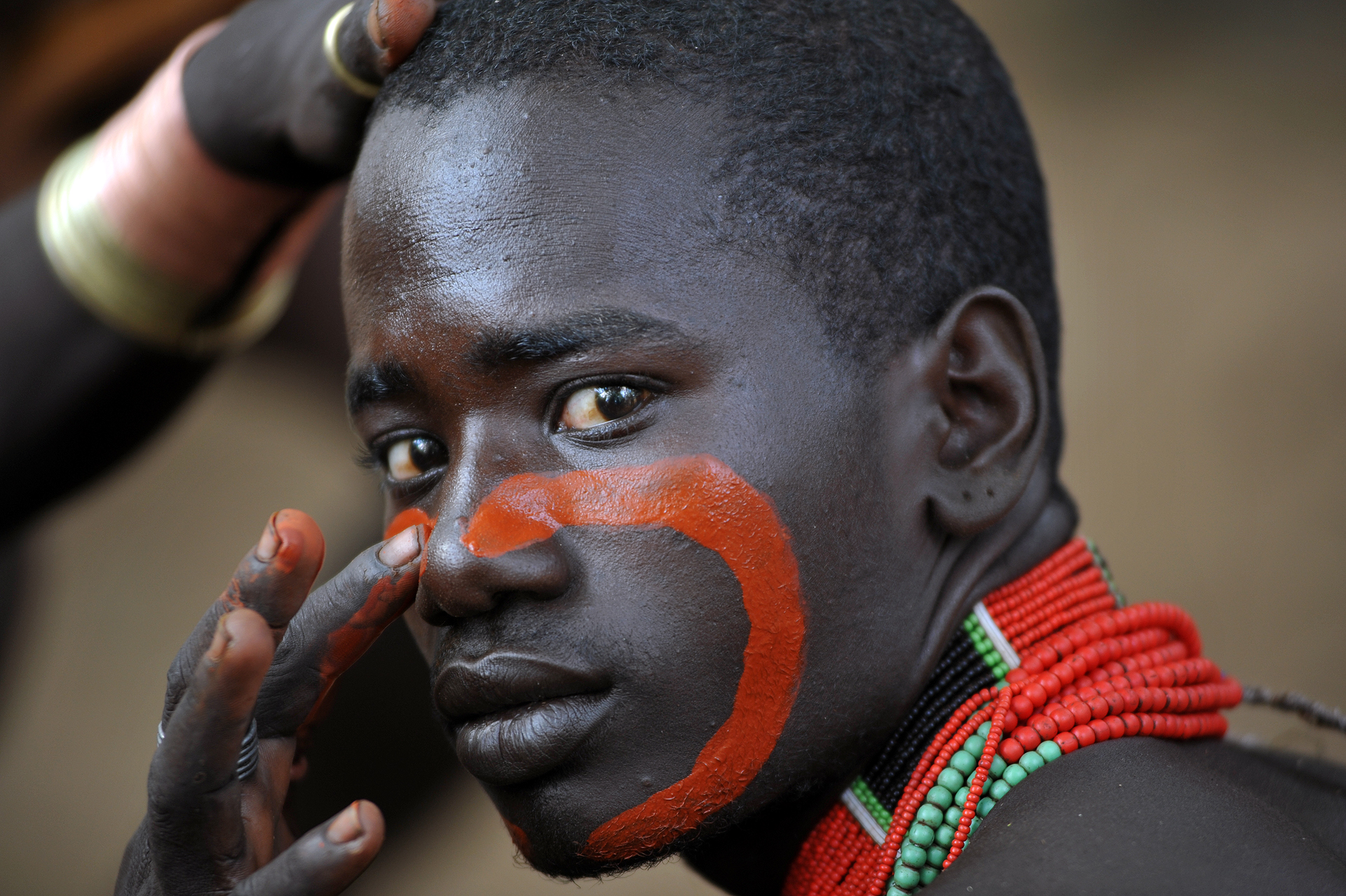
Het aanbrengen van schmink (Ethiopië)

Schmink is een stof die men gebruikt om zichzelf er anders uit te laten zien dan men is.
Schmink wordt bijvoorbeeld gebruikt door film- en televisieacteurs, toneelspelers en clowns. Ook wordt schmink gebruikt om kinderen of volwassenen mee te beschilderen, voor het carnaval of voor een feest met een bepaald thema, zoals een indianenfeest of halloween.
Tijdens carnaval zijn er sterk regionale verschillen wat betreft het gebruik van schmink. Schminken hoort bij de Rijnlandse (Limburgse) traditie van carnaval, waarbij voornamelijk de wangen worden geschminkt, oorspronkelijk als vervanging van maskers. In Roermond en omgeving is het zelfs de gewoonte om het gehele gezicht te schminken.
Vroeger gebruikten indianen ook een soort schmink. Die schmink werd gemaakt van aarde en water. De schmink van indianen was er alleen in aardtinten en die schmink gebruikten ze om de goden gunstig te stemmen. Maori's gebruikten schmink om indringers in hun territorium schrik aan te jagen. Soldaten schminken soms hun gezicht voor camouflagedoeleinden.

## Afbeeldingen

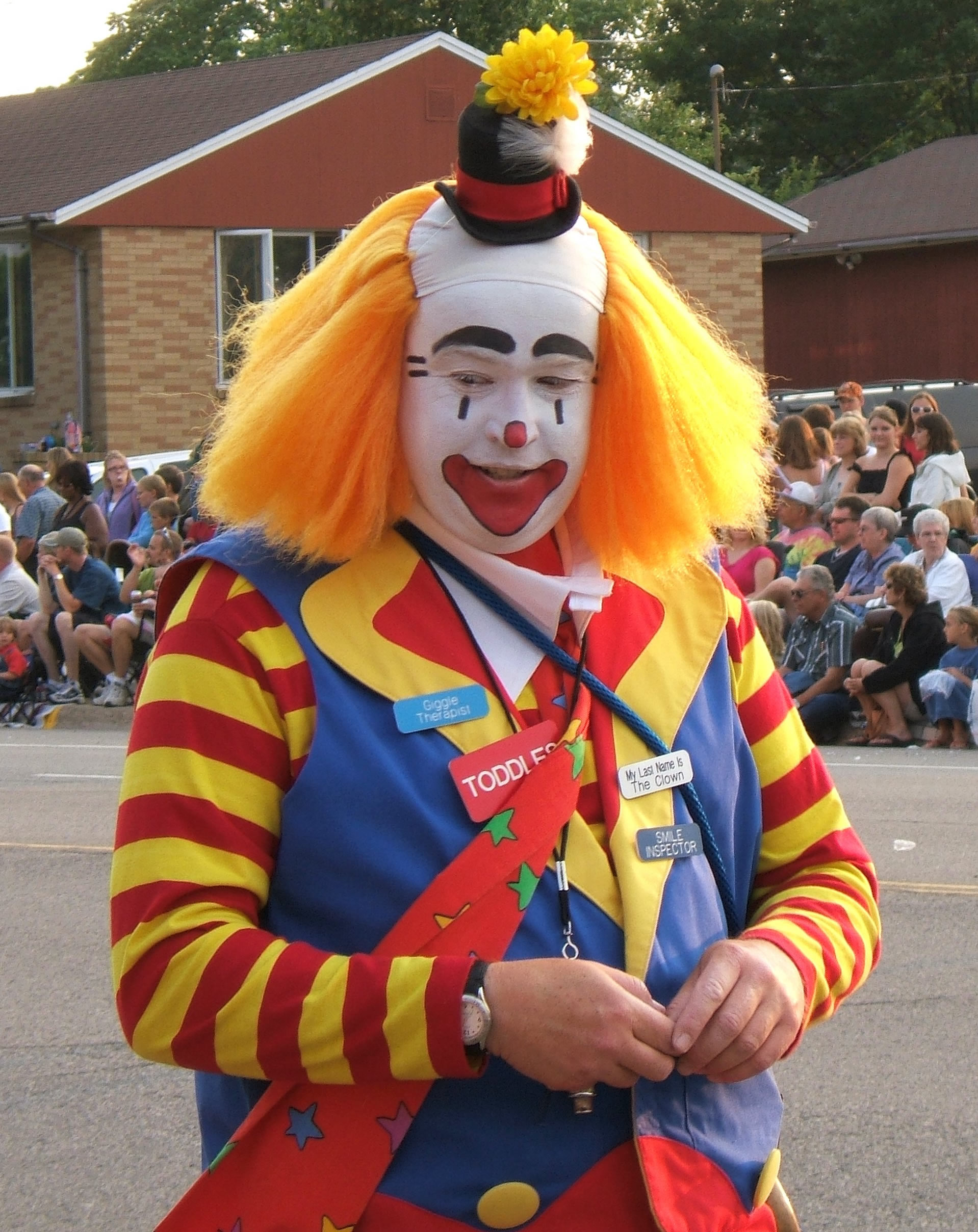
Clown
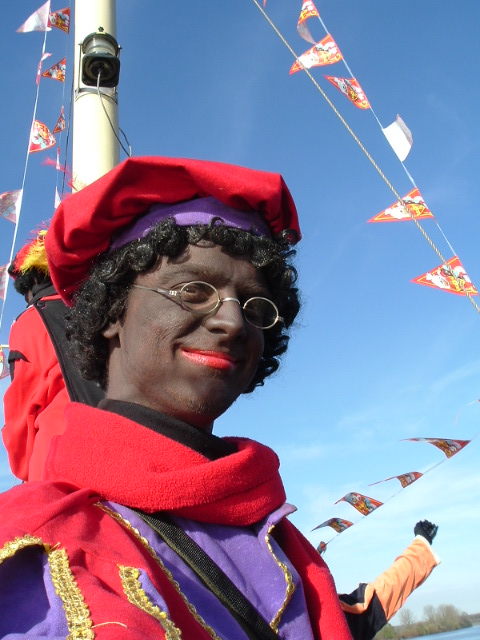
Zwarte Piet
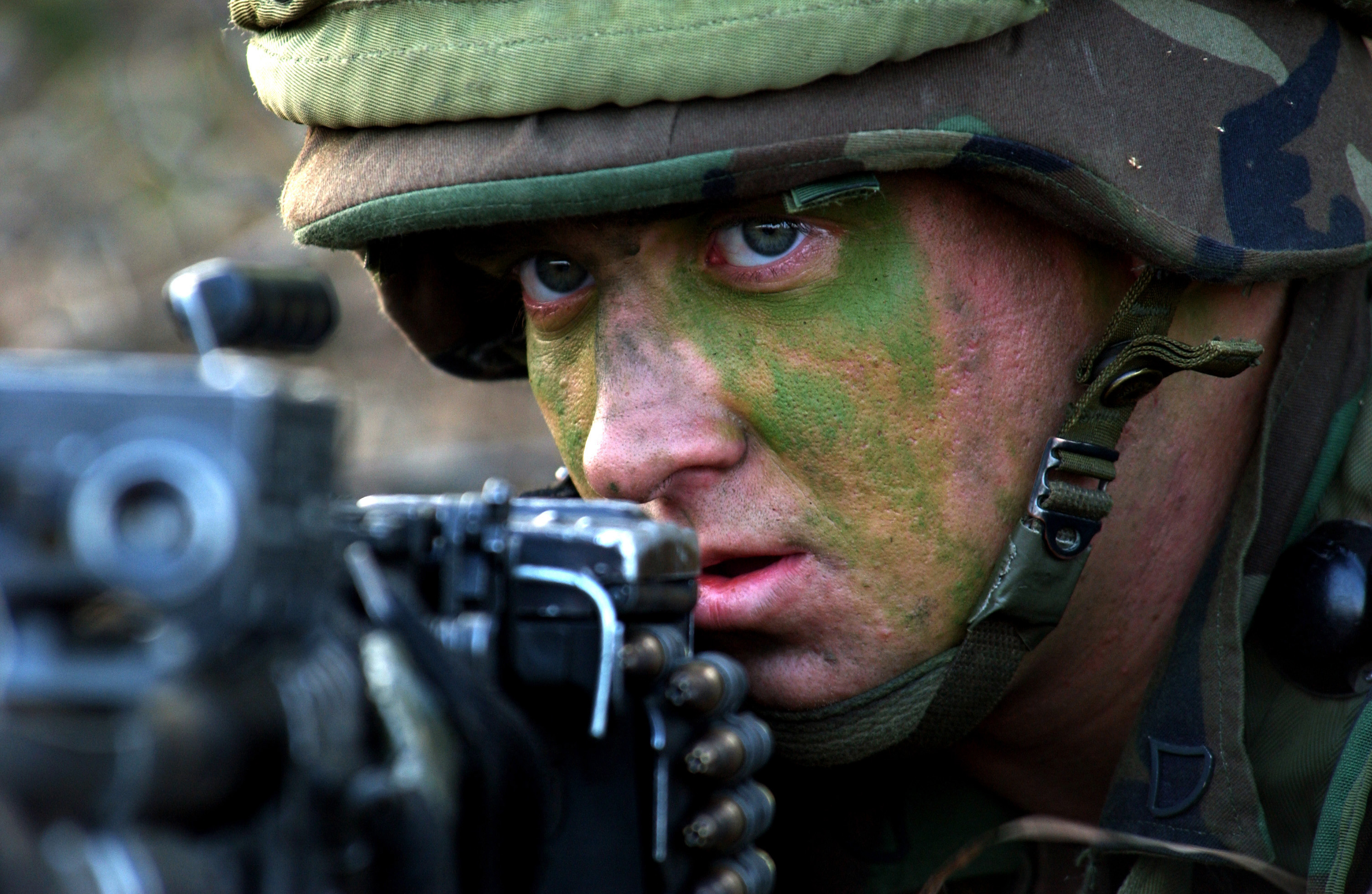
Geschminkte militair